# Archetypus frenchi
Archetypus frenchi är en skalbaggsart som först beskrevs av Blackburn 1892.  Archetypus frenchi ingår i släktet Archetypus och familjen långhorningar. Inga underarter finns listade.